# Heinz Hellmich
Heinz Hellmich (9 juin 1890 à Karlsruhe - 17 juin 1944 à Canville-la-Rocque) est un Generalleutnant allemand qui a servi au sein de la Heer dans la Wehrmacht pendant la Seconde Guerre mondiale.
Il a été récipiendaire de la Croix de chevalier de la Croix de fer reçue à titre posthume.

## Biographie
Né à Karlsruhe, Hellmich est entré dans l'armée en 1908. Il est devenu lieutenant le 22 mars 1910, dans le 136e régiment d'infanterie.
1er juin 1940 - 17 janvier 1942 : il commande la 243e division d'infanterie (Allemagne).
Heinz Hellmich a été tué le 17 juin 1944 en défendant le Cotentin contre les alliés durant la bataille de Normandie.
Il repose au cimetière militaire allemand d'Orglandes.

## Promotions
| Fähnrich        | 16 juillet 1909    |
| Leutnant        | 16 juin 1910       |
| Oberleutnant    | 11 juin 1918       |
| Hauptmann       | 1er mars 1922      |
| Major           | 1er avril 1931     |
| Oberstleutnant  | 1er mars 1934)     |
| Oberst          | 1er janvier 1936   |
| Generalmajor    | 1er octobre 1939   |
| Generalleutnant | 1er septembre 1941 |

## Décorations
- Croix de fer (1914)
  - 2e Classe
  - 1re Classe
- Croix d'honneur pour combattants 1914-1918
- Agrafe de la Croix de fer (1939)
  - 2e Classe
  - 1re Classe
- Croix de chevalier de la Croix de fer
  - Croix de chevalier le 2 septembre 1944

## Source
- (en) Cet article est partiellement ou en totalité issu de l’article de Wikipédia en anglais intitulé « Heinz Hellmich » (voir la liste des auteurs).